# گروز (تگزاس)
گروز، تگزاس (به انگلیسی: Groves, Texas) یک شهر در ایالات متحده آمریکا با جمعیت ۱۵٬۷۳۳ نفر است که در تگزاس واقع شده‌است.

## موقعیت جغرافیایی
موقعیت جغرافیایی شهرها و مناطق اطراف به شرح زیر است: